# Charles de Monnier
Charles de Monnier, né en 1669, est une personnalité de Franche-Comté, maire de Besançon en 1697 et premier président de la Chambre des comptes de Dole de 1711 à 1731.

## Biographie
Charles Monnier nait le 27 mai 1669 à Besançon.
Le 8 juillet 1692, il épouse Marie-Gabrielle Compagny, fille de Claude-François Compagny, seigneur de Courvières. Il hérite des terres d'Usier et de Courvières à la mort de celui-ci en 1700. Le couple eut douze enfants, dix filles et deux fils. Leur premier fils Charles François étant mort à l'âge d'un an (1701-1702), c'est leur deuxième fils nommé Claude-François (1705-1783), qui héritera du titre de marquis.
En 1694, il est l'un des trois échevins de Besançon lorsque Nicolas Louis Boudret est élu maire. En 1695, il est élu comme fabricien de la paroisse Saint-Maurice de Besançon.
Par patente du 21 janvier 1711, il devient premier président de la Chambre des comptes de Dole et conseiller au Parlement de Besançon le 17 juillet 1711. 
Par lettres patentes du 1er septembre 1713, les terres et seigneuries de Noironte, Mamirolle et Courvières sont érigées en marquisat, démontrant les faveurs dont jouissait Charles de Monnier auprès de la cour du fait de sa fidélité au Roi. Par brevet du 3 mai 1719, il est fait conseiller d'État. Il se désiste le 31 mai 1731 de sa charge de premier président de la Chambre des Comptes de Dole au profit de son fils Claude-François de Monnier.
Il décède en 1733 à l'âge de 64 ans.

## Fonctions
- Maire de Besançon (1697)
- Conseiller au Parlement de Besançon
- Conseiller d'État (1719)
- Premier président de la Chambre des Comptes de Dole (1711-1731)